# Katy Hudson (album)
Katy Hudson is het gospelrockdebuut van popzangeres Katy Perry, die toen optrad onder haar voormalige artiestennaam, Katy Hudson. Het album kwam uit in 2001 en werd geklasseerd als christelijke muziek. Toen ze 18 werd, schakelde ze over naar popmuziek.
Het album oogstte een lovende recensie van Russ Breimeier (Christianity Today), die haar stem en teksten prachtig vond.
"Een opmerkelijk jong talent in opkomst, een begenadigd op zichzelf staand songwriter, die vrijwel zeker ver zal komen in deze business."
De productie en verspreiding van het album stopte toen Red Hill Records in 2001 ophield te bestaan.

## Nummers
| Nr. | Titel                     | Duur |
| --- | ------------------------- | ---- |
| 1.  | Trust In Me               | 4:46 |
| 2.  | Piercing                  | 4:06 |
| 3.  | Search Me                 | 5:00 |
| 4.  | Last Call                 | 3:07 |
| 5.  | Growing Pains             | 4:05 |
| 6.  | My Own Monster            | 5:25 |
| 7.  | Spit                      | 5:10 |
| 8.  | Faith Won't Fail          | 5:14 |
| 9.  | Naturally                 | 4:33 |
| 10. | When There's Nothing Left | 6:45 |